# Bruce Sinofsky
Bruce Sinofsky (ur. 31 marca 1956 w Bostonie, zm. 21 lutego 2015 w Montclair) – amerykański reżyser i producent filmowy, znany m.in. z trylogii dokumentalnej Raj utracony (1996, 2000, 2011) oraz z dokumentu o zespole Metallica pt. Some Kind of Monster (2004). Wiele swoich filmów współreżyserował z Joe Berlingerem.

## Wczesne życie i wykształcenie
Ukończył Tisch School of the Arts na Uniwersytecie w Nowym Jorku w roku 1978

## Kariera
Sinofsky zaczął karierę w Maysles Films. Będąc w tym przedsiębiorstwie starszym redaktorem pracował nad filmami reklamowymi i fabularnymi do roku 1991, kiedy to wraz z Joe Berlingerem założył firmę Creative Thinking International. Wspólnie produkowali, montowali i reżyserowali filmy dokumentalne, w tym Brother’s Keeper (1992), trylogię Raj utracony (1996, 2000, 2011), Hollywood High (2003) i Some Kind of Monster (2004).
Pierwszym filmem wyreżyserowanym przez Sinofsky'ego był dokument Brother’s Keeper (1992), opowiadający historię Delbarta Warda, starszego mieszkańca Munnsville w stanie Nowy Jork, który po śmierci swojego brata Williama został oskarżony o zabójstwo drugiego stopnia. Roger Ebert, krytyk filmowy pisujący dla "Chicago Tribune" nawał film „nadzwyczajnym dokumentem o tym, co nastąpiło po tym, jak miasto zebrało się razem, by zapobiec czemuś, w czym ludzie widzieli upadek systemu prawnego.”
Filmy w trylogii Raj utracony opisują dzieje mieszkańców niewielkiego miasta na południu USA po serii brutalnych morderstw, przedstawiając je w stylu podobnym do tego, który preferował Errol Morris.
Sinofsky i Berlinger wykorzystywali wiele stylów, w tym kino prawdy. Film Some Kind of Monster pokazuje heavymetalowy zespół Metallica w trakcie terapii grupowej poprzedzającej nagranie ich pierwszego albumu po pięcioletniej przerwie.

## Śmierć
Sinofsky zmarł 21 lutego 2015 w wyniku komplikacji związanych z cukrzycą. Metallica uhonorowała go, mówiąc, że był „odważnym człowiekiem o głębokiej empatii i wiedzy, który nie bał się sięgać głęboko snując swoje opowieści.” Berlinger napisał, że „człowieczeństwo [Sinofsky'ego] żyje w każdej klatce wyreżyserowanych przez niego filmów.”